# Греко-римская борьба на летних Олимпийских играх 1980 — до 52 кг
Соревнования по классической борьбе в категории до 52 кг были частью программы летних Олимпийских игр 1980 года в Москве.

## Медалисты
- Вахтанг Благидзе (URS)
- Лайош Рац (HUN)
- Младен Младенов (BUL)

## Определение победителей
Определение победителей происходило по системе штрафных очков. Борец, набравший 6 и более штрафных очков, выбывал из соревнований. Когда оставалось два или три участника для определения распределения медалей между ними проводился специальный финальный тур.

### Штрафные очки
- 0 — чистая победа, снятие соперника за пассивность или из-за травмы;
- 0,5 — победа за явным преимуществом;
- 1 — победа по очкам;
- 2 — ничья;
- 2,5 — ничья, пассивность;
- 3 — поражение по очкам;
- 3,5 — поражение за явным преимуществом соперника;
- 4 — чистое поражение, снятие за пассивность или из-за травмы.

## Легенда
- DNA — участник не явился;
- TPP — общее количество штрафных очков;
- MPP — количество штрафных очков за схватку;
- TF — чистая победа;
- IN — соперник снят из-за травмы;
- DQ — дисквалификация за пассивность;
- D1 — дисквалификация за пассивность, победитель также был пассивен;
- D2 — дисквалификация за пассивность обоих соперников.

## Ход соревнований

### Круг 1
| TPP | MPP |                             | Результат |                          | MPP | TPP |
| --- | --- | --------------------------- | --------- | ------------------------ | --- | --- |
| 4   | 4   | Таисто Халонен (FIN)        | TF / 5:21 | Вахтанг Благидзе (URS)   | 0   | 0   |
| 0   | 0   | Младен Младенов (BUL)       | TF / 8:28 | Хараламбос Холидис (GRE) | 4   | 4   |
| 4   | 4   | Абдулнассер Эль-Улаби (SYR) | DQ / 6:49 | Антонин Елинек (TCH)     | 0   | 0   |
| 3   | 3   | Станислав Вроблевский (POL) | 6 — 7     | Нику Гынгэ (ROU)         | 1   | 1   |
| 4   | 4   | Хазим Абдулридха (IRQ)      | DQ / 5:29 | Лайош Рац (HUN)          | 0   | 0   |

### Круг 2
| TPP | MPP |                             | Результат |                             | MPP | TPP |
| --- | --- | --------------------------- | --------- | --------------------------- | --- | --- |
| 7   | 3   | Таисто Халонен (FIN)        | 3 — 4     | Младен Младенов (BUL)       | 1   | 1   |
| 0   | 0   | Вахтанг Благидзе (URS)      | TF / 2:43 | Хараламбос Холидис (GRE)    | 4   | 8   |
| 8   | 4   | Абдулнассер Эль-Улаби (SYR) | 6 — 19    | Станислав Вроблевский (POL) | 0   | 3   |
| 0   | 0   | Антонин Елинек (TCH)        | DQ / 7:30 | Хазим Абдулридха (IRQ)      | 4   | 8   |
| 5   | 4   | Нику Гынгэ (ROU)            | D2 / 7:44 | Лайош Рац (HUN)             | 4   | 4   |

### Круг 3
| TPP | MPP |                             | Результат |                       | MPP | TPP |
| --- | --- | --------------------------- | --------- | --------------------- | --- | --- |
| 1   | 1   | Вахтанг Благидзе (URS)      | 7 — 2     | Младен Младенов (BUL) | 3   | 4   |
| 4   | 4   | Антонин Елинек (TCH)        | DQ / 7:57 | Нику Гынгэ (ROU)      | 0   | 5   |
| 7   | 4   | Станислав Вроблевский (POL) | DQ / 7:30 | Лайош Рац (HUN)       | 0   | 4   |

### Круг 4
| TPP | MPP |                        | Результат |                      | MPP | TPP |
| --- | --- | ---------------------- | --------- | -------------------- | --- | --- |
| 1   | 0   | Вахтанг Благидзе (URS) | TF / 3:57 | Антонин Елинек (TCH) | 4   | 8   |
| 5   | 1   | Младен Младенов (BUL)  | 5 — 2     | Нику Гынгэ (ROU)     | 3   | 8   |
| 4   |     | Лайош Рац (HUN)        |           | Пропустил            |     |     |

### Финал
Результаты предварительных схваток учитывались в финале.
| TPP | MPP |                        | Результат |                        | MPP | TPP |
| --- | --- | ---------------------- | --------- | ---------------------- | --- | --- |
|     | 1   | Вахтанг Благидзе (URS) | 7 — 2     | Младен Младенов (BUL)  | 3   |     |
|     | 4   | Лайош Рац (HUN)        | 1 — 19    | Вахтанг Благидзе (URS) | 0   | 1   |
| 6   | 3   | Младен Младенов (BUL)  | 0 — 5     | Лайош Рац (HUN)        | 1   | 5   |

## Распределение мест
1. Вахтанг Благидзе (URS)
2. Лайош Рац (HUN)
3. Младен Младенов (BUL)
4. Нику Гынгэ (ROU)
5. Антонин Елинек (TCH)
6. Станислав Вроблевский[англ.] (POL)
7. Таисто Халонен[англ.] (FIN)
8. Абдулнассер Эль-Улаби[англ.] (SYR)